# Matsunami Masanobu
Masanobu Matsunami (sinh ngày 21 tháng 11 năm 1974) là một cầu thủ bóng đá người Nhật Bản.

## Sự nghiệp câu lạc bộ
Masanobu Matsunami đã từng chơi cho Gamba Osaka.